# Ален Гіймоль
Ален Гіймоль (фр. Alain Guillemoles) — французький журналіст-міжнародник та письменник. Працює журналістом щоденної французької газети «La Croix», відділ міжнародної економіки.
Матеріали Алена Гіймоля переважно стосуються країн Центральної, Східної Європи та Росії. У 1994—1996 роках працював постійним кореспондентом в Україні. Автор ряду книг.

## Книги
- Ален Гіймоль «І навіть сніг був помаранчевим. Українська революція», (2005)
- Біографічна книжка про Бернара Кушнера, (2001)
- «Газпром: нова імперія» (у співавторстві з Аллою Лазаревою, 2007)
- «Слідами Їдишланду» (2010)[4]
- «Газпром: нова імперія»
- «Україна: пробудження нації»[5]

Пише детективи під псевдонімом Рено Ребарді.

## Ален Гіймоль про Україну
| Під час Помаранчевої революції у Франції був справді дуже великий інтерес до вашої країни. Французи й решта європейців раптом відкрили для себе, що є такі собі українці й що вони хочуть приєднатися до їхньої спільноти. Це було щось нове для нас. Однак лише за рік із невеликим по тому, як Партія регіонів перемогла на парламентських виборах (2006-го), Віктора Януковича запросили очолити уряд. Західна аудиторія тоді нічого не зрозуміла. Навіщо українці вийшли на вулиці? Щоб потім повернути цього пана до влади? Сьогодні європейці хочуть розібратися з тим, наскільки свідомо Україна воліє наблизитися до Європи. Відповісти на це запитання можуть тільки самі українці. |
У 2017 підписав петицію до президента Росії з вимогою звільнити українського режисера Олега Сенцова